# سیارک ۴۸۷۹
سیارک ۴۸۷۹ (به انگلیسی: 4879 Zykina، نامگذاری:1974VG) چهار هزار و هشتصد و هفتاد و نهمین سیارک کشف شده‌است که در ۱۲ نوامبر ۱۹۷۴ کشف شد.
قدر مطلق سیارک برابر ۱۱٫۷۰ است.